# Morzine
 Morzine   (en francoprovenzal Morzena) es una comuna y población de Francia, en la región de Auvernia-Ródano-Alpes, departamento de Alta Saboya, en el distrito de Thonon-les-Bains y cantón de Le Biot. 
Está integrada en la Communauté de communes du Haut-Chablais.
Morzine es famosa por su estación de esquí de Morzine-Avoriaz, donde se han disputado campeonatos del mundo de esquí. También ha sido final de etapa del Tour de Francia en repetidas ocasiones.

## Demografía
| 1,989 | 2,340 | 2,554 | 2,838 | 2,967 | 2,948 |
| Para los censos de 1962 a 1999 la población legal corresponde a la población sin duplicidades (Fuente: INSEE [Consultar]) |       |       |       |       |       |

Es la mayor población del cantón.
La aglomeración urbana –que también incluye Montriond- tenía 3.717 habitantes.

## Enlaces externos

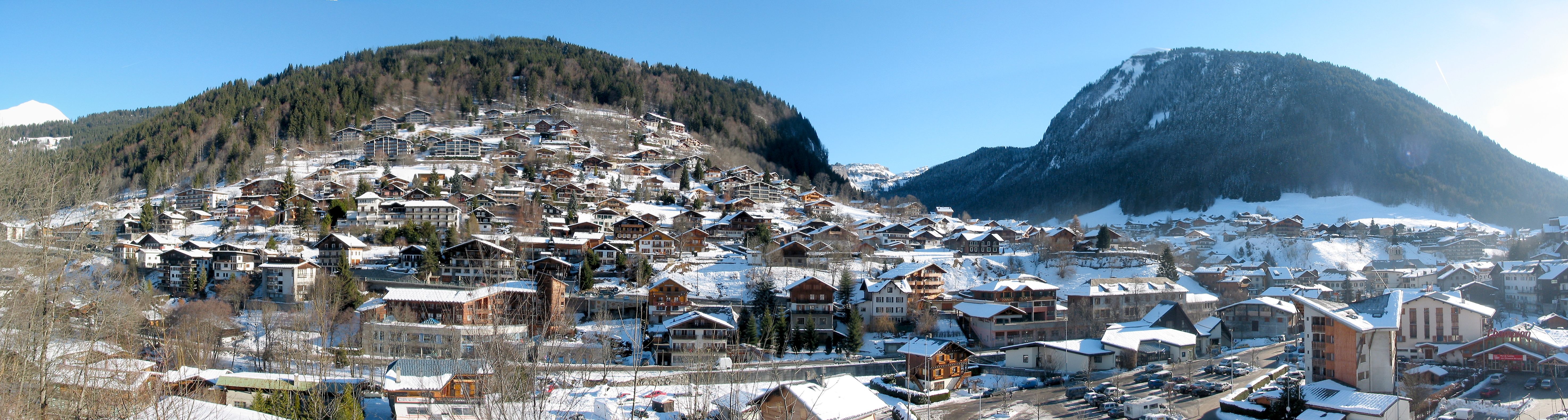
Panorámica

## Hermanamientos
- Bonifacio (Francia)